# Miloš Táborský
Miloš Táborský (* 5. října 1962, Sušice) je český kardiolog specializující se především na poruchy srdečního rytmu. Od roku 2009 je přednostou I. interní kardiologické kliniky Fakultní nemocnice Olomouc a pedagogem na Lékařské fakultě Univerzity Palackého.

## Život
Miloš Táborský maturoval v roce 1980 na gymnáziu ve Strakonicích. Medicínu absolvoval v roce 1986 na Fakultě všeobecného lékařství Univerzity Karlovy. Od roku 1989 pracoval v Nemocnici Na Homolce a postgraduálně studoval na Univerzitě v Münsteru (Německo). Působil i v kardiocentru v Lipsku (Německo). Disertační práci na téma „Biventrikulární stimulace u nemocných s pokročilým srdečním selháním“ obhájil na 1. LF UK Praha v roce 2001. Docentem vnitřního lékařství byl jmenován v roce 2006 na LF MU Brno.
Od roku 2001 do roku 2006 byl předsedou Pracovní skupiny arytmie a trvalé kardiostimulace České kardiologické společnosti. Je členem výboru České kardiologické společnosti a dále také členem Deutsche Kardiologische Gesellschaft (Německo) a Cardiac Electrophysiology Society (USA).
Dne 2. listopadu 2011 bylo s Milošem Táborským zahájeno řízení ke jmenování profesorem na lékařské fakultě univerzity Palackého v Olomouci.
Dne 11. června 2013 jej na návrh Vědecké rady Univerzity Palackého v Olomouci, podle § 73 zákona č. 111/1998 Sb. , o vysokých školách a o změně a doplnění dalších zákonů, prezident republiky Miloš Zeman jmenoval profesorem.
Od 24. května 2015 je předsedou České kardiologické společnosti.

## Autorství
monografie
- TÁBORSKÝ, MILOŠ: Fibrilace síní. Praha: Mladá fronta, edice Postgraduální medicíny, 2012, ISBN 978-80-204-2572-0,
- HUTYRA, M., ŠAŇÁK, D., BÁRTKOVÁ, A., TÁBORSKÝ, M. Kardioemboligenní ischemické cévní příhody – diagnostika, léčba a prevence. Praha: Grada, 2011
- TÁBORSKÝ, M. Doporučení pro implantace KS, ICD a SRI. Brno: Medica Healthworld, 2006. 22 s. ISBN 978-80-239-8479-8
- NEUŽIL, P., TÁBORSKÝ, M.. Srdeční arytmie aneb kardiostimulátor. Praha: Triton, 2000. 28 s. ISBN 80-7254-121-8
- TÁBORSKÝ, M. Srdeční resynchronizační léčba. Praha: Galén - potvrzení o zařazení do edičního plánu
- 52 odborných publikací (z toho 23 je uveřejněno v časopisech s IF)
- 117 přednášek